# Noa
Achinoam Nini (en hebreu, אֲחִינֹעַם נִינִי), coneguda pel seu nom artístic Noa (Tel-Aviv, Israel, 23 de juny de 1969), és una cantant israeliana d'origen iemenita. Va viure a Nova York dels dos als disset anys, moment en el qual va instal·lar-se a Israel; després de fer el servei militar obligatori de dos anys va estudiar música a la Rimon School, on va conèixer el multiinstrumentalista Gil Dor, qui ha estat des de llavors el seu amic i principal col·laborador.
Va representar el seu país en el Festival de la Cançó d'Eurovisió 2009 juntament amb la cantant àrab Mira Awad, en el qual van obtenir 53 punts i van quedar en el setzè lloc.

## Discografia
- Achinoam Nini and Gil Dor Live (juliol de 1991)
- Achinoam Nini and Gil Dor (setembre de 1993)
- Noa (març de 1994 - primer disc internacional)
- Calling (maig de 1996 - disc internacional)
- Achinoam Nini (abril de 1997)
- Achinoam Nini & the Israel Philharmonic Orchestra (abril de 1998)
- Blue Touches Blue (març de 2000 - disc internacional)
- First Collection (març de 2001)
- Now (setembre de 2002 - disc internacional)
- Noa Gold (octubre de 2003)
- Noa Live - DVD/Doble CD amb Solis Quartet (octubre de 2005)
- Napoli-Tel Aviv" CD de cançons napolitanes traduïdes a l'hebreu (setembre de 2006)
- Genes and Jeans - CD (disc internacional març de 2008)